# Sân bay Nakhon Ratchasima
Sân bay Nakhon Ratchasima (IATA: NAK, ICAO: VTUQ), là một sân bay nội địa chủ yếu phục vụ Nakhon Ratchasima, Thái Lan.
Sân bay Nakhon Ratchasima nằm cách thành phố Nakhon Ratchasima 26 km về phía đông. Mã ICAO là VTUQ, mã IATA là NAK. Tọa độ địa lý: 14°56'58,19" vĩ bắc, 102°18'45,85" độ kinh đông. Đường băng dài 2100 m rải bê tông nhựa.

## Các hãng hàng không và các tuyến điểm
- Air Phoenix (Bangkok-Don Mueang, Chiang Rai [bắt đầu tháng 5 năm 2008])